# Arbeitskreis Deutsch als Wissenschaftssprache
Der Arbeitskreis Deutsch als Wissenschaftssprache e.V. (kurz ADAWIS) ist ein Verein mit Sitz in Berlin zum Zwecke der Förderung von Wissenschaft, Forschung und Bildung durch Pflege und Weiterentwicklung der deutschen Wissenschaftssprache sowie der sprachlichen Vielfalt in Wissenschaft, Forschung und Lehre.
ADAWIS wurde im September 2007 gegründet.

## Gründung des Vereins
Im Jahr 2007 gründeten sieben Wissenschaftler verschiedener Fachrichtungen den Verein aus Sorge darüber, wie schnell das Deutsche als Wissenschaftssprache im Inland an Boden verliert. Ziel war, die deutsche Wissenschaftssprache in Deutschland zu pflegen und weiterzuentwickeln. Tätig werden wollte die Gruppe auf der Grundlage von Thesen, die inzwischen von über 200 Personen unterzeichnet wurden.
Der Verein fürchtet, die zunehmende Nutzung von Englisch im Wissenschaftssektor führe langsam zum Verlust der Wissenschaftstauglichkeit des Deutschen.

## Ziele des Arbeitskreises
Auf ihrer Internetseite gibt ADAWIS folgende Ziele an:
- Die universitäre Lehre muss in der Regel auf Deutsch stattfinden – selbstverständlich mit Ausnahmen, wie z. B. in den fremdsprachigen Philologien.
- Ausländische Studenten, Dozenten und Gastwissenschaftler müssen – von Kurzaufenthalten abgesehen – die deutsche Sprache erlernen. Anderenfalls werden sie später schwerlich als Multiplikatoren für unser Land auftreten. Hierzu sind verbindliche Module in die Studiengänge zu integrieren. Umgekehrt müssen deutsche Studenten und Wissenschaftler, die einen längeren Auslandsaufenthalt anstreben, die jeweilige Landessprache erlernen.
- Für Kurzaufenthalte ist eine rezeptive Mehrsprachigkeit anzustreben. Auch der Gebrauch anderer Fremdsprachen neben dem Englischen ist zu fördern.
- Abschlussarbeiten sind – abgesehen von Ausnahmen – in deutscher Sprache vorzulegen, gegebenenfalls mit englischer Zusammenfassung.
- Damit die Herausgabe originär deutschsprachiger Lehrwerke und Monographien attraktiv bleibt, müssen die Verlage bei deren Übersetzung vom Deutschen ins Englische unterstützt werden.
- Auf nationalen Tagungen in Deutschland ist Deutsch als Vortragssprache zuzulassen, gegebenenfalls mit Simultanübersetzung ins Englische.
- Deutsche Wissenschaftsorganisationen müssen Förderanträge, Ergebnisberichte usw. auch in deutscher Sprache entgegennehmen.
- Die Fachgesellschaften müssen sich mit Fragen der deutschen Terminologie befassen.
- Wissenschaftliche Leistung darf nicht nur anhand der Publikation von Originalartikeln in ausgewählten, englischsprachigen Zeitschriften gemessen werden, sondern auch anhand von Monographien, nicht-englischsprachigen Original- und Übersichtsartikeln sowie von Öffentlichkeitsarbeit. Zu diesem Zweck muss eine europäische Publikationsdatenbank geschaffen werden.
- Angesichts der massiven muttersprachlichen Defizite der heutigen Schüler und Studenten muss auch im natur- und gesellschaftswissenschaftlichen Unterricht in den Schulen stets die deutsche Sprache gepflegt werden.

Außerdem engagiert sich der Verein für:
- den Dialog zwischen Wissenschaft und Gesellschaft,
- den interdisziplinären Dialog,
- die Auseinandersetzung mit erkenntnis- und wissenschaftstheoretischen, wissenschaftshistorischen, ethischen sowie gesellschaftlichen Aspekten in den Naturwissenschaften,
- die Förderung empirischer Untersuchungen zur Bedeutung von Sprache im wissenschaftlichen Erkenntnisprozess, in der wissenschaftlichen Kommunikation und in der Lehre.

## Arbeit des Vereins
Um oben genannte Ziele zu erreichen, verfasst ADAWIS Petitionen, macht Lobbyarbeit in Hochschulen, Wissenschaftsorganisationen und Ministerien.
Erfolge des Vereins waren u. a., dass sich der Deutsche Akademische Austauschdienst (DAAD), die Alexander-von-Humboldt-Stiftung sowie die Hochschulrektorenkonferenz verpflichteten, sich verstärkt für die Pflege des Deutschen einzusetzen.
Klaus-Dieter Lehmann, Präsident des Goethe-Instituts, warnte, „je weniger die Wissenschaft gesprochen wird, um so weniger wird die Gesellschaft über Wissenschaft sprechen.“

## Organisation
Aktueller Vorsitzender des ADAWIS ist Ralph Mocikat, seine Stellvertreter sind der Biochemiker und Toxikologe Hermann H. Dieter und Kurt Reinschke.